# Batcombe, Somerset
Batcombe är en ort  och civil parish i Storbritannien.   Den ligger i grevskapet Somerset och riksdelen England, i den södra delen av landet, 170 km väster om huvudstaden London. Batcombe ligger 114 meter över havet och antalet invånare är 439.
Terrängen runt Batcombe är lite kuperad. Runt Batcombe är det ganska tätbefolkat, med 155 invånare per kvadratkilometer. Trakten runt Batcombe består i huvudsak av gräsmarker.